# Hielke Nauta
Hielke/Hylke Nauta (Oppenhuizen, 20 juli 1932 – Assen, 30 augustus 2020) was een Nederlands politicus van de CHU en later het CDA.

## Loopbaan
Hij begon in 1951 zijn carrière als volontair (= stagiair) op de gemeentesecretarie van Doniawerstal en werkte daarna bij de gemeenten Oostdongeradeel, Rauwerderhem en Sneek, voor hij eind 1961 overstapte naar de secretarie van de gemeente Leeuwarden, waar hij werkzaam was als hoofdcommies op de afdeling Kabinet en Algemene Zaken. Op 1 januari 1964 volgde hij E.J.J. Kooi op als gemeentesecretaris van Dokkum en in 1969 werd hij docent en directeur van de Bestuursschool Friesland in Leeuwarden. In 1978 kwam hij in de gemeenteraad van Leeuwarden en werd meteen wethouder. Hij stopte toen als directeur maar bleef wel docent. In september 1983 werd Nauta de burgemeester van Beilen. In 1993 was hij daarnaast waarnemend burgemeester van Smilde. In augustus 1997 kon hij met pensioen gaan, maar omdat de gemeente Beilen op 1 januari 1998 zou opgaan in de nieuwe gemeente Middenveld (later hernoemd tot Midden-Drenthe) bleef hij nog tot de herindeling aan als waarnemend burgemeester.
Nauta overleed in 2020 op 88-jarige leeftijd.